# 氟班色林
氟班色林（英語：Flibanserin）（代号：BIMT-17），商品名为Addyi，研究发现是一种用来治疗绝经前妇女的性欲障碍（HSDD）的药物。氟班色林由勃林格殷格翰公司开发，但是在2010年10月得到了美国食品药品管理局（FDA）的负面评价。随后制药权移交给了萌芽制药）继续研发，并于2015年8月取得了美国食品药品管理局的批准。
氟班色林可以在一个月有2-3次满意性行为的基础上比使用安慰剂多增加0.5-1次。